# 熊本平原

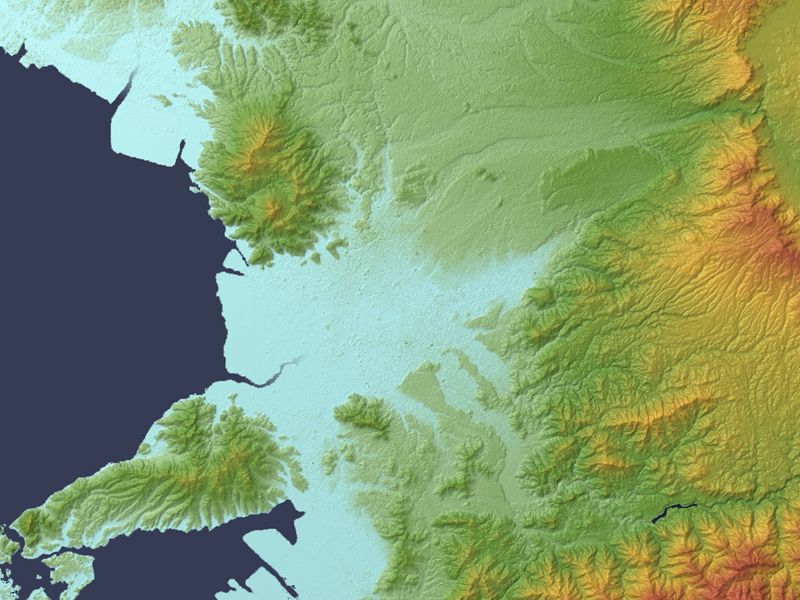
熊本平原的地形图

熊本平原，日本九州地方第二大平原，是位于熊本县中北部的冲积平原。面积約775平方公里。平原的东侧面临阿苏山，西侧面临有明海，南侧有宇土半岛、雁回山。白川和绿川从平原流过。